# Ferzan Özpetek
Ferzan Özpetek (Estambul, 3 de febrero de 1959) es un director de cine y guionista turco naturalizado italiano.
Nacido en Estambul en 1959, Özpetek se mudó a Italia en 1977 para estudiar en la Universidad de La Sapienza en Roma y posteriormente estudió cursos de dirección en la Academia de Arte Dramático Silvio d`Amico en Roma. Trabajó como asistente de dirección con Massimo Troisi, Maurizio Ponzi y otros directores italianos. Özpetek debutó como director en  1997 con Hamam: el baño turco. La película cosechó numerosos éxitos entre la crítica. Su segundo largometraje, El último harén, es una representación lírica de los últimos días del Imperio otomano que cuenta la historia de amor entre una de las mujeres del harén y uno de los eunucos encargado de vigilarla. 
Ferzan Özpetek es abiertamente gay y ha tratado el tema de la sexualidad en varias de sus películas. Una de ellas es, por ejemplo, El hada ignorante (Le fate ignoranti en italiano). Este largometraje narra la historia de una mujer (interpretada por Margherita Buy) que descubre que su recién fallecido marido llevaba años manteniendo una relación con otro hombre (interpretado por Stefano Accorsi). Si bien en un principio esto le supondrá un golpe brutal, más adelante trabará amistad con el amante de su marido, lo que le servirá para conocer más a su marido y descubrir la vida secreta que llevaba en un mundo gay que ella no podía ni imaginar.
Su siguiente largometraje, La ventana de enfrente (La finestra di fronte en italiano) obtuvo el Globo de Cristal en el Festival Internacional de Cine de Karlovy Vary. El veterano actor italiano Massimo Girotti actuó por última vez en esta película.
Otra de sus obras es Cuore sacro, el conmovedor retrato de una joven ejecutiva que se replantea su vida tras el suicidio de sus dos mejores amigas y comienza a dedicarse a atender a personas excluidas por la sociedad. 
Del año 2007 es No basta una vida (Saturno Contro). Muestra las relaciones que se dan en un grupo de amigos y sus actitudes ante la muerte, la traición y la separación.
En el 2008 dirige Un giorno perfetto. El 22 de diciembre de 2010 se estrenó en los cines españoles la película Tengo algo que deciros ("Mine Vaganti"), la historia de una familia de Lecce, en el sur de Italia, que descubre la homosexualidad de los dos hijos y tiene que hacer frente a ella.
En el 2012 dirige Magnifica presenza.
Nuovo Olimpo (2023) está ambientada en los años 1970s y en los 1990s. Dos hombres de 25 años se conocen por casualidad, se enamoran perdidamente y luego se separan debido a un evento inesperado. Durante los siguientes treinta años persiguen la esperanza de volver a encontrarse. La película se distribuyó a través de Netflix.

## Filmografía

### Asistente de dirección
- Il tenente dei carabinieri  (1986)
- Il maestro del terrore (1988, televisión)
- La Scorta (1993)
- Anche i commercialisti hanno un'anima (1994)
- Il Branco (1994)

### Director
- Hamam: el baño turco (Hamam: il bagno turco) (1997)
- El último harén (L'ultimo harem) (1999)
- El hada ignorante (Le fate ignoranti, 2001)
- La ventana de enfrente (La finestra di fronte, 2003)
- Cuore sacro (2005)
- No basta una vida (Saturno contro, 2007)
- Un giorno perfetto (2008)
- Tengo algo que deciros (Mine vaganti, 2010)
- Magnifica presenza (2012)
- Allacciate le cinture (2014)
- Rosso Istambul (2017)
- Napoli velata (2017)
- La diosa fortuna (La dea fortuna, 2019)
- Nuovo Olimpo, (2023)

## Premios
Sólo se incluyen los premios recibidos a la mejor película o por Özpetek directamente en calidad de director o guionista. No se incluyen otro tipo de premios ni nominaciones.
- Hamam: El baño turco
  - Naranja de Oro (Festival Internacional de Cine de Antalya) 
    - Mejor película
    - Mejor director

  - Sindicato Nacional de Periodistas Italianos de Cine, Cinta de Plata
    - Mejor productor

  - Mostra de Valencia
    - Premio del público

- El hada ignorante
  - Festival Internacional de Cine LGBT de Austin
    - Mejor largometraje

  - Festival de Cine LGBT de Nueva York
    - Mejor largometraje

  - Festival Image-Nation, Festival Internacional de Cine LGBT de Montreal
    - Premio del público

- La ventana de enfrente: 
  - Premio David de Donatello
    - Mejor película

  - Premio David Scuola
    - Mejor director

  - Sindicato Nacional de Periodistas Italianos de Cine 
    - Mejor guion original (junto con Gianni Romoli)

  - Festival Internacional de Cine de Karlovy Vary 
    - Mejor director
    - Globo de Cristal a Ferzan Özpetek

  - Festival Internacional de Cine de Bangkok
    - Mejor película

  - Festival de Cine de Foyle
    - Mejor largometraje

  - Festival Internacional de Cine Independiente de Rehoboth Beach, Premio del público
    - Mejor largometraje

  - Festival Internacional de Cine de Seattle
    - Mejor película

- No basta una vida
  - Premios Nastro D'Argento
    - Mejor guion (Ferzan Özpetek)

- Mine vaganti
  - Tribeca film festival
    - Premio especial del Jurado

  - Premio David de Donatello
    - Mejor actriz y mejor actor